# Гандер (притока Мозеля)
Гандер (люксемб. Gander, фр. Gander), також Альбах (люксемб. Albaach) — річка на півдні Великого Герцогства Люксембург і півночі Франції, ліва притока Мозеля. Бере початок у Люксембурзі в межах комуни Фризанж. По Гандеру проходить ділянка кордону між Люксембургом і Францією довжиною кілька кілометрів. В нижній течії річка тече територією Франції. Впадає в річку Мозель біля французького муніципалітету От-Конц. Довжина річки — 16 км.

## Виноски
| Люксембург | Це незавершена стаття з географії Люксембургу. Ви можете допомогти проєкту, виправивши або дописавши її. |

| Франція | Це незавершена стаття з географії Франції. Ви можете допомогти проєкту, виправивши або дописавши її. |